# 伊丽莎·布莱尔
伊丽莎·布莱尔（英語：Eliza Blair，1976年11月20日—），女，澳大利亚赛艇运动员。她曾代表澳大利亚参加1996年、1997年、1998年和2000年世界赛艇锦标赛，获得一枚金牌和一枚银牌。